# بونلاک باس
بونلاک باس (انگلیسی: Bonluck Bus) شرکت اتوبوس‌سازی چینی است، که در سال ۲۰۰۰ تأسیس شد.